# Lösungsvermittler
Ein Lösungsvermittler ist in der Chemie und Pharmazie die  Bezeichnung für eine Substanz, die durch ihre Gegenwart zur Lösung von  schwer löslichen Substanzen in einem Lösungsmittel beiträgt.
Lösungsvermittler werden beispielsweise in der Arzneimittelindustrie benötigt, um Injektionslösungen herzustellen oder Hormone und Vitamine wasserlöslich zu machen.
In der Wirkungsweise unterscheidet man drei Fälle:
1. Die Komplexbildung (Stoff und Lösungsvermittler verbinden sich zu einem Komplex und haben zusammen eine bessere Löslichkeit. Beispiele: Natriumbenzoat, Natriumsalicylat)
2. Die Veränderung des Lösevermögens des Lösungsmittels (Substanzen, die die Lösemitteleigenschaften verändern, etwa die Clusterstruktur des Wassers stören. Beispiele: Strukturbrecher für Wasser sind unter anderem Glycerol, Macrogole)
3. Aufnahme der zu lösenden Substanz in Tensidmizellen (Aufnahme von Substanzen in das Mizellinnere. Beispiele: Lecithin, Glycocholat)

Lösungsvermittler und/oder bestimmte Tenside werden häufig auch als Solubilisierungsmittel bezeichnet.